# Icaraí de Minas
Icaraí de Minas é um município brasileiro do estado de Minas Gerais. Segundo dados do último censo, em 2022 a população era estimada em 10.677 habitantes. O ponto mais alto do município tem 680 metros, no ponto central da cidade.

## História
Em 1890, foi criado um distrito, subordinado ao município de São Francisco, com a denominação de Conceição da Vargem, pelo Decreto Estadual nº 143, de 16 de julho de 1890 e Lei Estadual n° 2, de 14 de setembro de 1891.
A partir de 1920, um pequeno agrupamento de casas foi se formando em torno de uma das fazendas de propriedade de Joana Maria de Jesus, casada em segundas núpcias com o coronel José Bernardino Teixeira. O local ficou conhecido pelo nome de Tiririca ou, ainda, Sucupira, nome da fazenda de propriedade do casal. Logo, ali foi instalada a primeira escola. O coronel Bernardino, para incentivar o crescimento do povoado, promoveu a construção de uma igreja. Em 1956, o povoado passou à jurisdição da paróquia de São José e São Francisco.
Em 1992, pela Lei Estadual nº 10.704, de 27 de abril de 1992, os distritos de Conceição da Vargem e de Urucuia ganharam autonomia do município de São Francisco e ambos foram elevados a municípios. Com a emancipação, o novo município passou a ser denominado de Icaraí de Minas, nome sugerido pelo vereador José Ramos de Almeida.

## Geografia
De acordo com a divisão do IBGE, o município pertence à Microrregião Januária e à Mesorregião Norte de Minas.

### Limites municipais
Os municípios limítrofes são: São Francisco, Ubaí, Luislândia e São Romão. Os limites municipais são os seguintes:
1 – Com o município de São Romão:
Começa no rio São Francisco, na foz do ribeirão Guaribas; desce pelo rio São Francisco até a foz do córrego Vargem Grande.
2 – Com o município de São Francisco:
Começa no rio São Francisco, na foz do córrego Vargem Grande; sobe por esse córrego atá sua cabeceira; daí, por espigão, alcança o divisor da vertente da margem direita do ribeirão Riacho Grande ou Guaribas, pelo qual prossegue até a Pedra Soldada; dessa elevação, atinge a cabeceira do córrego da Gameleira, pelo qual desce até sua foz no riacho Grande.
3 – Com o município de Brasília de Minas:
Começa no riacho Grande, na foz do córrego da Gameleira; desce pelo riacho Grande até a foz do córrego Boa Vista.
4 – Com o município de Ubaí:
Começa no ribeirão Guaribas ou riacho Grande, na foz do córrego Boa Vista; desce pelo ribeirão até sua foz no rio São Francisco.

### Comunidades e Povoados na zona rural
Além da sede, o município é formado por diversas comunidades e povoados:
- Comunidade Brejo Grande
- Comunidade Canabrava
- Comunidade da Prata
- Comunidade de Brejinho
- Comunidade de Cabeceira da Vargem
- Comunidade de Lagoa dos Cavalos
- Comunidade de Pindaíba
- Comunidade do Curralinho
- Comunidade do Sapé
- Comunidade de Jacaré
- Comunidade de Bebedouro I
- Comunidade de Bebedouro II
- Comunidade de Vargem de Casa
- Comunidade de Lagoa Seca
- Comunidade de Pendurado
- Comunidade de de Matadeira
- Comunidade de Ponta da Ilha
- Comunidade de Barreiro da Imburana
- Povoado de Morrinhos do Bom Jesus
- Povoado de Nova Aparecida
- Povoado de Vila Rica
- Povoado de Vila Nova
- Povoado de Vila dos Crentes
- Povoado de Vila Santos Reis
- Povoado de Vila de Logradouro

### Hidrografia
Em termos hidrográficos, Icaraí de Minas faz parte da bacia do Rio São Francisco. O Rio São Francisco faz o limite com o município de São Romão. O Riacho Tiririca com o município de São Francisco, o Riacho Grande com o município de Ubaí. Icaraí é cortada pelo Riacho do Angico.

### Ecologia
Em termos de biomas, Icaraí de Minas localiza-se no domínio do cerrado.

## Demografia
Em 2017, o salário médio mensal era de 1.5 salários mínimos. A proporção de pessoas ocupadas em relação à população total era de 4.7%. Na comparação com os outros municípios do estado, ocupava as posições 624 de 853 e 846 de 853, respectivamente. Já na comparação com cidades do país todo, ficava na posição 4770 de 5570 e 5287 de 5570, respectivamente. Considerando domicílios com rendimentos mensais de até meio salário mínimo por pessoa, tinha 52.3% da população nessas condições, o que o colocava na posição 19 de 853 dentre as cidades do estado e na posição 939 de 5570 dentre as cidades do Brasil.

## Cultura
O município tem como grande atrativo as festas culturais como a vaquejada nacional que coincide com o aniversário da cidade que atrai pessoas de várias cidades da região, as cavalgadas, paixão dos cavaleiros e amazonas e as tradicionais festas juninas que boa parte das comunidades do município festejam. Tem como padroeira da cidade Nossa Senhora da Conceição, que também é padroeira da igreja matriz da cidade.

## Economia
A economia baseada na pecuária de leite e corte, na extração de madeira e produção de carvão vegetal.